# HD 83443
HD 83443 là tên của một sao lùn cam nằm trong một chòm sao phương nam tên là Thuyền Phàm. Giá trị thị sai đo được của nó là 24,29, ta suy ra được khoảng cách xấp xỉ của nó với chúng ta là khoảng 134 năm ánh sáng. Vào năm 2000, các nhà nghiên cứu phát hiện ra có ít nhất một hành tinh ngoài hệ Mặt Trời có quỹ đạo quanh quanh ngôi sao này.
Hành tinh HD 83443 b được phát hiện vào năm 2000 với một nhóm các nhà thiên văn dẫn đầu bởi nhà thiên văn học người Thụy Sĩ Michel Mayor trong chương trình quan sát Geneva Extrasolar Planet Search. Khối lượng tối thiểu của nó có thể so sánh được với sao Thổ. Và quỹ đạo của nó ở thời điểm ấy là quỹ đạo ngắn nhất từng được biết do nó chỉ có 3 ngày. Sao Mộc nóng này thì có bán kính hơi lớn hơn sao Mộc.
Cũng năm 2000, một ngôi sao khác cũng được phát hiện và được định danh là HD 83443 c. Khối lượng của nó nhỏ hơn ngôi sao trên và có một chu kì ngắn và có độ lệch tâm quỹ đạo. Quỹ đạo của nó là 28,9 ngày và nó gây hứng thú cho các nhà nghiên cứu bởi vì có sự cộng hưởng quỹ đạo 10:1. Tuy nhiên một đội các nhà thiên văn học dẫn đầu bởi nhà thiên văn học người Mỹ Paul Butler lại không nhìn thấy dấu hiện nào cho thấy sự tồn tại của nó, các quan sát mới hơn của các đội khác cũng như vậy và kết quả của sự khám phá lần trước bị rút lại. Nguồn gốc của những dấu hiệu ấy vẫn chưa được sáng tỏ và nó rất là quan trọng trong những dữ liệu thời kì đầu tiên.

## Dữ liệu hiện tại
Theo như quan sát, đây là ngôi sao nằm trong chòm sao Thuyền Phàm và dưới đây là một số dữ liệu khác:
- Xích kinh 9h 37m 11.828s[1]
- Độ nghiêng –43° 16′ 19.94″[1]
- Cấp sao biểu kiến 8.24[6]
- Cấp sao tuyệt đối 5.16
- Vận tốc hướng tâm 29.21 ± 0.08[7] km/s
- Loại quang phổ K0 V[8]
- Giá trị thị sai 24,29 +/- 0,73[1]

| Thiên thể đồng hành (thứ tự từ ngôi sao ra) | Khối lượng | Bán trục lớn (AU) | Chu kỳ quỹ đạo (ngày) | Độ lệch tâm   | Độ nghiêng | Bán kính |
| ------------------------------------------- | ---------- | ----------------- | --------------------- | ------------- | ---------- | -------- |
| b                                           | >0.38 MJ   | 0.039             | 2.98565 ± 0.00003     | 0.013 ± 0.013 | —          | —        |